# Feuerwehrmuseum Hannover

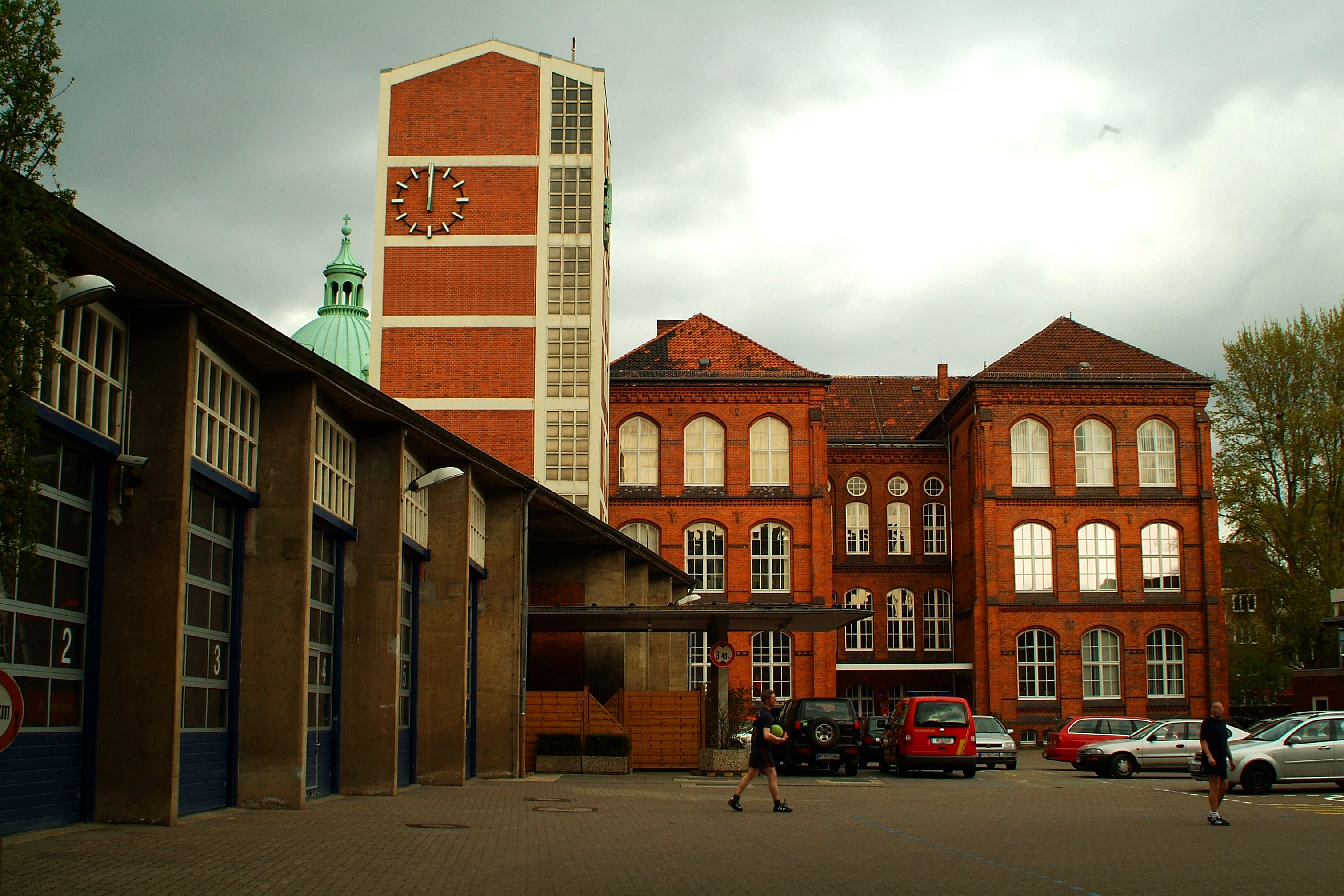
Die ehemalige Katholische Bürgerschule (Bildmitte) auf dem Gelände der ehemaligen Feuerwache 1, der heutigen Wache 10, beherbergt das Feuerwehrmuseum Hannover

Das Feuerwehrmuseum in Hannover ist ein derzeit geschlossenes Museum, das sich mit der Geschichte des Brandschutzes, insbesondere der Feuerwehr Hannover, beschäftigt. Das Museum zeigte bis 2021 (an einigen Tagen im Jahr regelmäßig, ansonsten nach Vereinbarung) auf einer Fläche von rund 250 Quadratmetern mit rund 1500 Exponaten beispielsweise historische Uniformen und Ausrüstungsgegenstände und gewährte Einblicke in den Alltag, vor allem in den der hannoverschen Berufsfeuerwehr. Hinzu kamen Sonderausstellungen wie zuletzt 2014 während der Nacht der Museen, in der beispielsweise historische Filme aus der Feuerwehrgeschichte oder Feuerwehr Modellbauten präsentiert wurden. Standort des Museums war bis 2021 die denkmalgeschützte ehemalige Katholische Bürgerschule, Am Kanonenwall 19; zugänglich über die Wache 10 im Stadtteil Calenberger Neustadt, Feuerwehrstraße 1. Nach dem Umzug der Feuerwehr in die neue Feuer- und Rettungswache 1 am Weidendamm in Hannover ist die Sammlung derzeit für die Öffentlichkeit nicht zugänglich.

## Geschichte

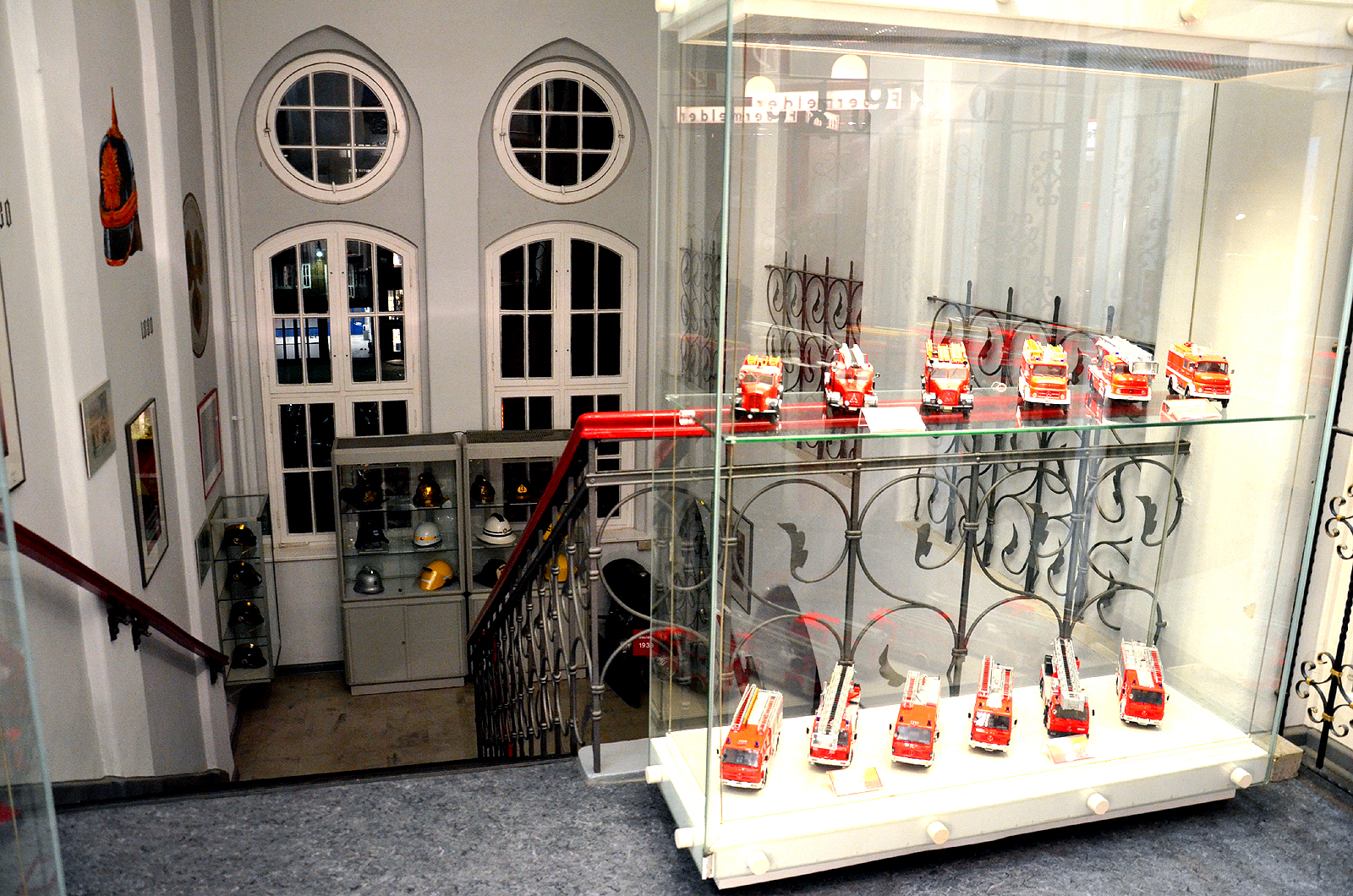
Blick in eines der ehemaligen Schul-Treppenhäuser, im Vordergrund Feuerwehr-Modellbauten

Die Feuerwehr Hannover wurde zum 1. Januar 1880 als fünfundzwanzigste Berufsfeuerwehr in Deutschland gegründet und war anfangs dem Stadtbauamt unterstellt. 1892 wurde sie als Branddirektion verselbständigt, im selben Jahr ging die Hauptfeuerwache an der neu angelegten Feuerwehrstraße in Betrieb.
In unmittelbarer Nachbarschaft war zuvor ein ehemaliger Wallgraben, Teil der historischen Stadtbefestigung Hannovers, zugeschüttet worden. An der so entstandenen Straße Am Kanonenwall wurde nahe der Kirche St. Clemens 1884 die Katholische Bürgerschule nach Plänen von Stadtbauinspektor Rudolph Eberhard Hillebrand erbaut. Der dreigeschossige Verblendziegelbau mit roten Ziegelsteinen wurde im Stil der Hannoverschen Architekturschule in neugotischen Formen errichtet. Die neunachsige Hauptfassade wendet sich zur Straßenseite Am Kanonenwall; die Strebepfeiler und die Fensterformen betonen die ehemals in der Schule befindliche Wohnung des Hausmeisters, ebenso das Lehrerzimmer und die Aula. Der Baugrundriss wurde jedoch vor allem durch die zur Kaiserzeit übliche Geschlechtertrennung bestimmt: zwei nebeneinander liegende, symmetrische Treppenhäuser wurden im Zentrum des Gebäudes errichtet, das seinerzeit von den Mädchen und den Knaben durch die Seiteneingänge betreten werden konnte. Die Anlage umfasste seinerzeit auch zwei Schulhöfe und separate Toilettenhäuser. Nach den Luftangriffen auf Hannover im Zweiten Weltkrieg ist die ehemalige Katholische Bürgerschule das letzte erhaltene, der Schulgebäude, die „im Stadtinneren seit 1862“ im Zuge der Industrialisierung und der damit verbundenen Bevölkerungszunahme „meist auf engstem Raum“ gebaut worden waren.

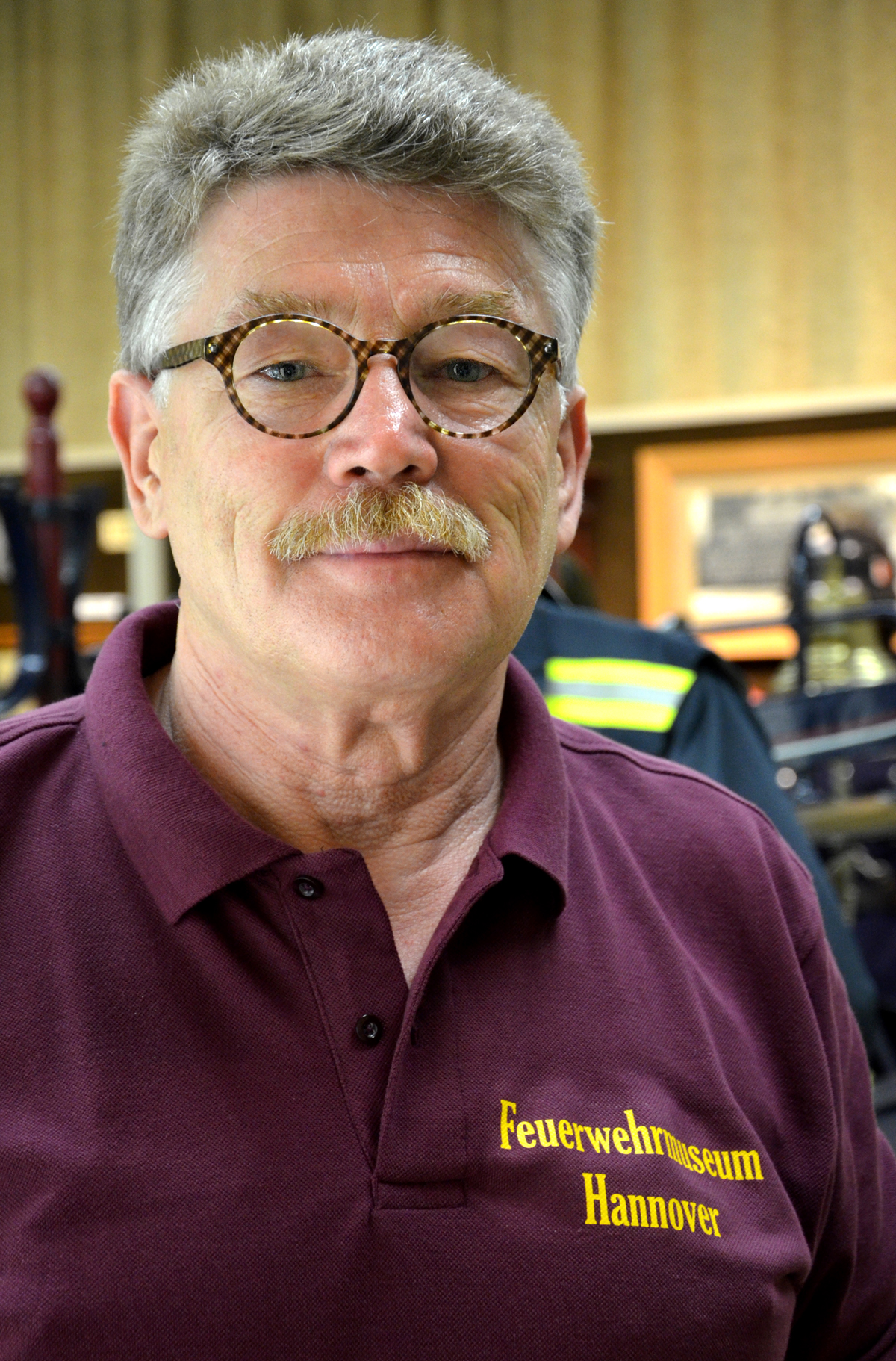
Museumsleiter Albrecht Reime im Juni 2014 während der Nacht der Museen

Anlässlich der Feierlichkeiten zum 100-jährigen Bestehen der Berufsfeuerwehr in Hannover formierte sich 1980 eine Gruppe von Beamten der hannoverschen Feuerwehr zwecks Aufbau des Feuerwehrmuseums. Die vor allem privat gesammelten Ausstellungsgegenstände wurden bis 2021 unter ehrenamtlicher Leitung in der ehemaligen Katholischen Bürgerschule der Öffentlichkeit zugänglich gemacht. Leiter des Museums ist Albrecht Reime.